# Pilea carnosa
Pilea carnosa är en nässelväxtart som beskrevs av Nathaniel Lord Britton. Pilea carnosa ingår i släktet pileor, och familjen nässelväxter. Inga underarter finns listade i Catalogue of Life.